# Dumitru Rujan
Dumitru Rujan (n. 10 septembrie 1987, Caransebeș, Caraș-Severin, România) este un deputat român, ales în 2020 din partea PNL. 